# اینترنشنال (دوتا ۲)
اینترنشنال (به انگلیسی: The International)(به فارسی: بین‌المللی) یک سری مسابقات ورزش الکترونیک است که هر ساله برای بازی دوتا ۲ برگزار می‌شود. این مسابقات توسط توسعه دهندهٔ این بازی یعنی شرکت ولو میزبانی می‌شود. مسابقات اینترنشنال اولین بار در گیمزکام، به‌عنوان یک رویداد تبلیغاتی این بازی در سال ۲۰۱۱ برگزار شد و از آن زمان هر ساله به استثنای سال ۲۰۲۰، که به دلیل دنیاگیری کووید-۱۹ برگزار نشد، برگزار می‌شود. این مسابقات، متشکل از ۱۸ تیم است که ۱۲ تیم آن به صورت دعوت مستقیم بر اساس نتایج یک سری مسابقه در رویداد حرفه‌ای دوتا وارد مسابقات می‌شوند. شش تیم دیگر این مسابقات از برنده گروه‌های انتخابی منطقه‌ای آمریکای شمالی، آمریکای جنوبی، جنوب شرقی آسیا، چین، اروپا، و مناطق کشورهای مستقل همسود وارد می‌شوند.

## تاریخچه

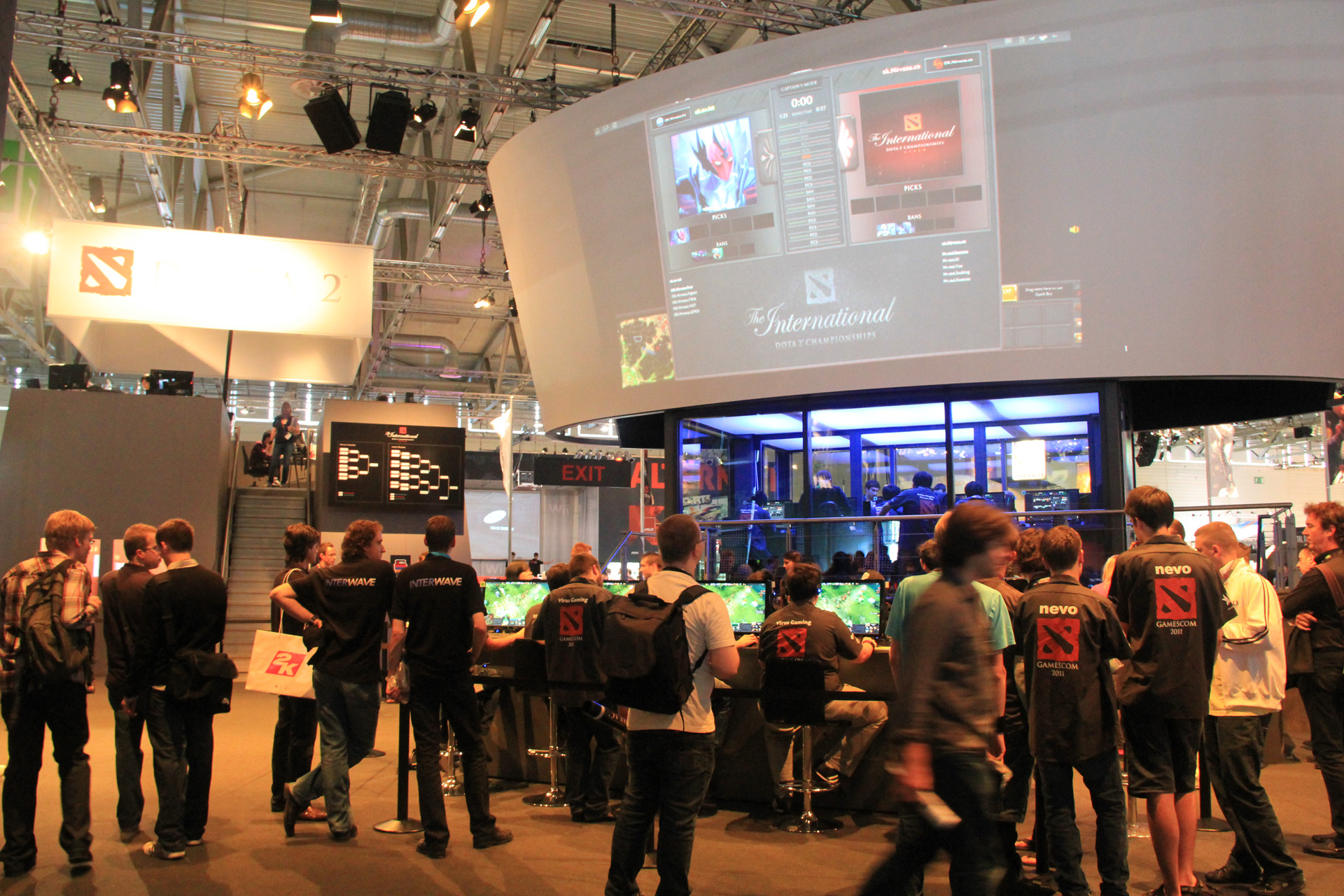
اولین نمایش مسابقات اینترنشنال که در گیمزکام ۲۰۱۱ برگزار شد

### سال‌های اول
ولو اولین سری مسابقات اینترنشنال را در ۱ اوت سال ۲۰۱۱ با اعلامیه رونمایی کرد و از تاریخ ۱۷ تا ۲۱ اوت همان سال با دعوت ۱۶ تیم از سراسر دنیا در گیمزکام، در شهر کلن برگزار کرد. در این مسابقه، تیم‌ها در دو مرحله گروهی و حذفی با یکدیگر به رقابت پرداختند. تیم‌ها اول در مرحله گروه قرار می‌گرفتند و چهارتا آنان بر اساس نتایج بدست آمده به مرحله برندگان می‌رفتند و بقیه تیم‌ها وارد مرحله بازنده‌ها می‌شدند. در این مرحله که به صورت دو حذفی بود به رقابت پرداختند و هر کدام از مراحل به فینال راه پیدا می‌کردند. در آخر دو تیم ناتوس وینسر از اوکراین و تیم اِی‌هوم از چین توانستند به فینال رقابت‌ها برسند. بازی فینال بین دو تا تیم برگزار شد که در نهایت تیم ناتوس وینسر توانستن با کسب نتیجه ۳_۱، عنوان قهرمانی اولین سر مسابقات را از آن خود کنند. بودجه این مسابقات بر عهد ولو و جوایز مسابقات که یک‌میلیون دلار بود؛ توسط شرکت سخت‌افزار انویدیا تأمین شد.
 بعد از موفقیت‌های سری اول مسابقات اینترنشنال، شرکت ولو در مه ۲۰۱۱ اعلام کرد که می‌خواهد این مسابقات را دوباره برگزار کند. مسابقات اینترنشنال ۲۰۱۲ در تاریخ ۳۱ اوت شروع و در ۲ سپتامبر در سالن ۲۵۰۰ صندلی بنارویا در سیاتل برگزار شد و تیم‌هایی در غرفه‌های شیشه ای در صحنه اصلی مستقر شدند. برگزار شد. این مسابقات از ۱۶ تیم نیز تشکیل شده که چهارده تیم به‌صورت مستقیم دعوت شدند و برای اولین‌بار دو تیم با شرکت در بخش مقدماتی جواز حضور در مرحله اصلی مسابقات را به‌دست آوردند. این مسابقات نیز مثل دوره قبل برگزار شد که تیم ناتوس وینسر از اوکراین و تیم اینویکت گیمینگ  از چین به فینال مسابقات رسیدند..در فینال تیم اینویکت گیمینگ با نتیجه ۳_۱ تیم ناتوس وینسر را شکست داده و قهرمان دوره شوند. جوایز این مسابقات از یک‌میلیون به یک‌میلیون‌وششصدهزار دلار افزایش پیدا کرد.

### اینترنشال ۲۰۱۳
اینترنشال ۲۰۱۳ از تاریخ ۷ تا ۱۱ اوت بار دیگر در سالن بنارویا در سیاتل برگزار شد. این مسابقات نیز با ۱۶ تیم برگزار شد که برای اولین بار از بخش کارت وحشی  رونمایی شد. این بخش اینطور بود که در این رویداد سه تیم با حضور در مراحل مقدماتی راهی مرحله اصلی شدند و تیم‌های دیگر به‌ صورت مستقیم جواز حضور در این رویداد را دریافت کردند.. این مسابقات مثل دو سال قبل برگزار شد و تیم‌های اتحاد  از سوئد و ناتوس وینسر به فینال راه پیدا کردند. در فینال به بازی پنجم کشید و در آخر تیم اتحاد با نتیجه ۳_۲ برنده این دوره از مسابقات شد.
شرکت ولو در ماه مه ۲۰۱۳ اعلام کرد که با قرار دادن کامپندیوم در دورن بتل پس بازی، بازیکن‌ها با خرید آن، کمکی برای جوایز مسابقات شود. جوایز مسابقات این سال مثل گذشته، جایزه یک‌میلیون‌وشصت‌هزار دلار بود اما با یک چهارم چکیده، جوایز به دومیلیون‌وهشتصدهزار رسید و آن را تبدیل به بیشترین رقم جوایز برای یک مسابقه ورزش الکترونیک در آن زمان بشود.
مجری اینترنشنال ۲۰۱۳ آقای کاسی آیتچیسون مجری اخبار شبکه کی‌سی‌پی‌کیو بود که تفسیر بازی‌ها، مصاحبه با بازیکن‌ها و پشت صحنه را بر عهد داشت.همچنین این مسابقات با داشتن بیش از یک میلیون بیننده در زمان خود داشت که بیشتر از سرویس توییچ استفاده می‌شد.

### اینترنشنال ۲۰۱۴
اینترنشنال ۲۰۱۴ از تاریخ ۱۸ تا ۲۱ ژوئیه در سالن کی‌ارنا در سیاتل برگزار شد. برای سومین دور بود که مسابقات اینترنشال در سیاتل برگزار میشد. در مجموع ۱۶ تیم در رویداد اصلی این مسابقات به رقابت درآمدند. این مسابقات مانند سه دوره قبل برگزار شد و در آخر تیم نیوبی و تیم ویسی گیمنیگ به فینال این مسابقات راه یافتند. فینال این مسابقات به بازی چهارم کشید و در اخر تیم نیوبی با نتیجه ۳ بر ۱ برنده این دوره از مسابقات شد.
شرکت ولو جوایز مسابقات این سال را مانند گذشته، جایزه یک‌میلیون‌وشصت‌هزار دلار اعلام کرد اما با چکیده بیست و پنج درصدی از جوایز بتل پس بازی، جوایز به ده میلیون ونهصدو بیست‌و سه هزار نهصد هفتاد و هفت دلار رسید که دوباره در آن زمان بیشترین رقم برای یک مسابقه ورزش الکترونیک بود.

### اینترنشنال ۲۰۱۵
اینترنشنال ۲۰۱۵ از تاریخ ۲۶ ژوئیه تا ۸ اوت برای چهارمین بار متوالی در سیاتل و دوباره در سالن کی‌ارنا برگزار شد. در مجموع ۱۶ تیم بزرگ در رویداد اصلی این تورنمنت به رقابت درآمدند. این مسابقات نیز مانند چهار دوره قبل برگزار شد و در آخر تیم ایول جنسیس (به فارسی: نابغه‌های شیطانی) و تیم سی‌دی‌اِی‌سی گیمنیگ  به فینال این مسابقه راه یافتند. در نهایت تیم ایول جنسیس با نتیجه ۳ بر ۱ تیم سی‌دی‌اِی‌سی گیمنیگ را شکست دادند و قهرمان این دوره از مسابقات شدند.
شرکت ولو جوایز مسابقات این دوره را مانند گذشته یک‌میلیون‌وشصت‌هزار دلار وعده داد اما با چکیده بیست و پنج درصدی از جوایز بتل پس بازی، جوایز به هجده میلیون و  چهار و صدو بیست و نه هزار و شش صد و سیزده دلار رسید که بار دیگر مثل سال گذشته رکورد بیشترین جوایز برای یک مسابقات ورزش الکترونیکی را شکست.

### اینترنشنال ۲۰۱۶
اینترنشنال ۲۰۱۶ از تاریخ ۳ تا ۱۳ اوت برای پنجمین بار متوالی در سیاتل و سومین بار متوالی در کی‌ارنا برگزار شد.در مجموع ۱۶ تیم بزرگ در رویداد اصلی این تورنمنت به رقابت درآمدند. این مسابقات نیز مانند چهار دوره قبل برگزار شد و در آخر تیم‌های وینگز گیمنیگ و دیجیتال کی-آس  به فینال این دوره رسیدند.  در نهایت تیم وینگز گیمنیگ با نتیجه ۳ بر ۱ تیم دیجیتال کی-آس را شکست دادند و قهرمان این دوره از مسابقات شدند.

### اینترنشنال  ۲۰۲۰ و ۲۰۲۱
هر دو اینترنشنال به دلیل همه گیری کرونا در سال ۲٠۲۱ برگزار شد که team spirit توانست قهرمان این مسابقات شود. همچنین در این سال جایزه کلی این مسابقه به چهل میلیون دلار رسید که رقم زیادی برای مسابقات ورزش های الکترونیک است به طوری که جایزه تیم اول به پیش از $18,208,300 رسید.

### اینترنشنال ۲۰۲۲[۲۲]
اینترنشنال 2021 از تاریخ 15 تا  30 اکتبر  سال 2021  در سنگاپور برگزار شد. قهرمان این دوره از رقابت ها تیم تاندرا ( Tundra Esports ) بود. این تیم توانست بدون هیچ شکستی چه در مرحله گروهی و حذفی ( بدون سقوط به lower brucket ) تمام رقیبان خود را شکت دهد و اجیس قهرمانی را ازآن خود کند.  جایزه تیم های برتر این دوره مجموعا 1,600,000  دلار در نظر گرفته شده بود.

## یاداشت
1. ↑  Natus Vincere
2. ↑  EHOME
3. ↑  Invictus Gaming
4. ↑  Wild Card
5. ↑  Alliance
6. ↑  Compendium
7. ↑  Compendium
8. ↑  Kaci Aitchison
9. ↑  KCPQ مال کانال ۱۳ شبکه فاکس که در سیاتل آمریکا قرار دارد
10. ↑  Newbee
11. ↑  Vici Gaming
12. ↑  Evil Geniuses
13. ↑  سی‌دی‌اِی‌سی مخفف Chinese Dota Elite Community به معنی انجمن نخبگان چینی دوتا
14. ↑  Wings Gaming
15. ↑  Digital Chaos